# 113
El año 113 (CXIII) fue un año común comenzado en sábado del calendario juliano, en vigor en aquella fecha.
En el Imperio romano el año fue nombrado el del consulado de Celso y Crispino o menos comúnmente, como el 866 ab urbe condita, siendo su denominación como 113 a principios de la Edad Media, al establecerse el Anno Domini.

## Acontecimientos
- 12 de mayo: en Roma se inaugura la Columna de Trajano, diseñada por el arquitecto Apolodoro de Damasco para celebrar la conquista de Dacia (actual Rumania) por parte del emperador Trajano. Con 42 metros de altura, la columna contiene una escalera de caracol excavada en su interior y un friso en espiral decorado con 155 escenas que relatan los sucesos de la campaña.[1]

## Nacimientos
- Adriano de Tiro, filósofo sofista.
- Cneo Claudio Severo Arabiano, político y militar romano

## Fallecimientos
- Liu Sheng, príncipe chino de la Dinastía Han.